# Any Girl
«Any Girl» — другий сингл американського репера Ллойда Бенкса з його третього студійного альбому H.F.M. 2 (The Hunger for More 2). Спочатку пісня мала назву «Got 'Em Like», а гук співав сам виконавець.
Під час одного інтерв'ю Lloyd сказав про співпрацю:
| Ліві лапки | З мого боку не було жодних сумнівів, бо між нами безпосередньо ніколи не було протиріч... Ми вперше зустрілись у студії і все раптом стало зрозумілим. Було відчуття ніби це була десята пісня, записана нами разом. | Праві лапки |

Виконавець мав на увазі конфлікт між лейблом G-Unit Records, до якого підписаний Бенкс, та Murder Inc., артистом котрого у минулому був Lloyd.

## Відеокліп
Режисер: Дж. Джессес Сміт. Відео зняли 28 липня 2010 р. на Лонґ-Айленді, під впливом комедійного фільму 1997 р. Def Jam's How to Be a Player. Кліп випустили 15 серпня. У зйомках взяли участь Тоні Єйо та 50 Cent.

## Чартові позиції
| Чарт (2010)                        | Найвища позиція |
| ---------------------------------- | --------------- |
| Deutsche Black Charts              | 17              |
| US Billboard Hot R&B/Hip-Hop Songs | 52              |
| US Billboard Rap Songs             | 24              |